# Sesioctonus galeos
Sesioctonus galeos är en stekelart som beskrevs av Briceno 2003. Sesioctonus galeos ingår i släktet Sesioctonus och familjen bracksteklar. Inga underarter finns listade i Catalogue of Life.